# Пелерина
Пелерината (наричана още наметало, мантия, плащ) е дълга връхна дреха без ръкави, която се носи над основното облекло и служи за същата цел като палто: предпазва от студ, дъжд или вятър; може да образува част от модерен костюм или униформа. Пелерините са били използвани от редица исторически общества; удобен за носене и удачен за променливо време. С течение на времето дизайна на пелерината се е променил, за да отговари на модата и на наличния текстил.

## Етимология
Думата мантия произлиза от гръцки език: μανδύη – „царствен плащ“.

## История
Мантията е един от основните елементи на кралския гардероб. Най-често се шие от кадифе и се покрива със скъпа животинска кожа от хермелин.
В древен Китай имперската мантия символизира съвършенството на Вселената и силата на Средното царство и нейния император, като представител на Небесните сили на Земята.
Мантията все още е широко използвана в Православието. Нещо повече, това облекло се носи от обикновени монаси и високопоставени църковни служители – митрополити, епископи, архимандрити. В православната традиция монашеската мантия е от черна коприна и с качулка.
Друга каста от хора, които активно използват този елемент на гардероба, са съдебните служители – съдии и прокурори. Традицията е документирана за пръв път през 1635 г. в Англия.

## Цветове и символика
В християнската култура лилавата мантия се свързва със страданията на Христос, а бялата – с невинност и святост.
Черният цвят, наложен в съда, символизира честността и безпристрастността, която е от съществено значение за работата на съдебната власт. Смята се, че е наложен през 1694 г., когато английската кралица Мария II починала. На този ден нейния съпруг, Уилям, разпоредил съдилищата и другите държавни институции да скърбят за кралицата. Траурът продължи няколко години, а навикът да се носят черни рокли се вкоренил.